# Coupe du monde de ski alpin 1993-1994
Navigation
Édition précédente Édition suivante
La coupe du monde de ski alpin 1993-1994 commence le 30 octobre 1993 avec le géant hommes de Sölden et se termine le 20 mars 1994 avec le slalom femmes de Vail.
Les hommes disputent 35 épreuves : 11 descentes, 5 super-G, 9 géants, 8 slaloms et 2 combinés.
Les femmes disputent 34 épreuves : 7 descentes, 6 super-G, 9 géants, 10 slaloms et 2 combinés.
Les Jeux olympiques sont disputés à Lillehammer du 13 au 27 février 1994.

## Tableau d'honneur
| Catégorie | Messieurs                      | Dames           |
| --------- | ------------------------------ | --------------- |
| Général   | Kjetil André Aamodt            | Vreni Schneider |
| Descente  | Marc Girardelli                | Katja Seizinger |
| Super G   | Jan Einar Thorsen              | Katja Seizinger |
| Géant     | Christian Mayer                | Anita Wachter   |
| Slalom    | Alberto Tomba                  | Vreni Schneider |
| Combiné   | Kjetil André Aamodt Lasse Kjus | Pernilla Wiberg |

## Résumé de la saison
Kjetil André Aamodt deuxième en 1993 remporte la coupe du monde de ski devenant ainsi a 23 ans le premier norvégien a accrocher le gros globe de cristal. 
Monstre de régularité dans toutes les disciplines, Aamodt domine la saison et s'assure mathématiquement le gros globe à l'issue de sa 4e place lors du Super G de Vail. Vainqueur avec 385 points d'avance sur Marc Girardelli, Aamodt remporte en outre le globe du combiné et termine dans le top 10 au classement des six disciplines !
Le prodige norvégien vainqueur à quatre reprises et auteur de huit podiums cette saison s'affirme de plus en plus comme le fer de lance d'une équipe très dense et parfaitement préparée pour les Jeux de Lillehammer conclus avec 5 médailles dont deux en argent pour Aamodt. L'équipe de Norvège, qui outre Aamodt,  classe trois autres skieurs dans le top 10 du classement général (Thorsen (vainqueur du globe en Super G), Kjus (Vainqueur du globe et champion olympique du Combiné) et Skårdal
Marc Girardelli, en léger retrait par rapport aux saisons précédentes (une seule victoire en Super G à Wengen), marque le pas dans les disciplines techniques et se distingue essentiellement dans les disciplines de vitesse. Le Luxembourgeois surclassé au général termine 2e du classement du Super G à cinq petits points de Thorsen et devient le premier skieur à remporter le globe de cristal de la descente sans signer le moindre succès de la saison dans la discipline !
En difficulté l'année précédente, Alberto Tomba bien qu'en retrait en géant, redresse la barre en slalom avec quatre victoires (Stoneham, Sestrière, Chamonix et Garmisch). Il remporte son troisième globe dans la discipline devant le champion olympique autrichien Thomas Stangassinger et le Slovène Jure Košir.
Franck Piccard remporte le premier géant de sa carrière lors de l'ouverture de la saison a Sölden et rejoint Jean-Claude Killy et Henri Duvillard vainqueurs français dans trois disciplines différentes.
La Suissesse Vreni Schneider remporte le classement général pour la seconde fois de sa carrière. 
Cette édition est très disputée entre les polyvalentes Anita Wachter et Pernilla Wiberg et la pure technicienne Vreni Schneider.
Anita Wachter impressionne en début de saison en signant cinq podiums dont deux victoires lui permettant de conclure le mois de décembre avec 14 et 62 points d'avance sur ses poursuivantes Wiberg (3 podiums, 1 victoire) et Schneider (4 podiums, 2 victoires). 
C'est à partir de janvier que Wiberg (6 podiums, 3 victoires) et Schneider (7 podiums, 2 victoires) effectuent leur retour sur une Wachter (2 podiums, 1 victoire) moins efficace et prennent rapidement le large. À la veille des jeux olympiques, la partie est très serrée entre Schneider (1210 pts) et Wiberg (1209 pts) qui ne se tiennent qu'à seulement un point. 
La suite du duel sera plus contrasté entre Schneider (4 podiums, 2 victoires) plus expérimentée qui prend facilement le large en fin de saison sur Wiberg (1 podium) en manque de réussite. Vreni Schneider s'adjuge le classement général grâce à quinze podiums pour sept victoires avec 313 points et 462 points d'avance sur Pernilla Wiberg et Katja Seizinger !
Katja Seizinger domine de manière très impressionnante les épreuves de vitesse s'adjugeant les globes de la descente et du super G avec une grosse avance sur ses poursuivantes. Auteure d'une grosse fin de saison marquée par trois victoires, la jeune allemande de 21 ans pourra regretter un début de saison relativement timide !
La saison est endeuillée à la suite du décès accidentel de la double championne du monde Ulrike Maier lors de la descente de Garmisch-Partenkirchen : la skieuse autrichienne, alors 5e du général et pour qui il s'agissait de la dernière saison, perd le contrôle a 120 km/h de son ski droit dans une partie de replat entraînant une chute violente durant laquelle Maier heurta une cellule chronométrique avec sa tête. Cette perte d'une des athlètes les plus populaires suscita un vif émoi et posa de nombreuses questions relatives à la sécurité autour des compétitions de ski alpin.
Premiers podiums pour Mélanie Suchet (deuxième en descente à Garmisch et à la Sierra Nevada) qui termine au troisième rang final du classement de la descente.
La jeune Slovéne Katja Koren crée la surprise lors du Super G de Flachau en s'imposant malgré le dossard 66. Une première en coupe du Monde !

## Système de points
Le vainqueur d'une épreuve de coupe du monde se voit attribuer 100 points pour le classement général. Les skieurs classés aux trente premières places marquent des points.
| Place  | 1er | 2d | 3e | 4e | 5e | 6e | 7e | 8e | 9e | 10e | 11e | 12e | 13e | 14e | 15e | 16e | 17e | 18e | 19e | 20e | 21e | 22e | 23e | 24e | 25e | 26e | 27e | 28e | 29e | 30e |
| ------ | --- | -- | -- | -- | -- | -- | -- | -- | -- | --- | --- | --- | --- | --- | --- | --- | --- | --- | --- | --- | --- | --- | --- | --- | --- | --- | --- | --- | --- | --- |
| Points | 100 | 80 | 60 | 50 | 45 | 40 | 36 | 32 | 29 | 26  | 24  | 22  | 20  | 18  | 16  | 15  | 14  | 13  | 12  | 11  | 10  | 9   | 8   | 7   | 6   | 5   | 4   | 3   | 2   | 1   |

## Classement général
| Rang | Nom                  | Points | Victoire(s) | Podium(s) |
| ---- | -------------------- | ------ | ----------- | --------- |
| 1    | Kjetil André Aamodt  | 1392   | 4           | 8         |
| 2    | Marc Girardelli      | 1007   | 1           | 7         |
| 3    | Alberto Tomba        | 822    | 4           | 8         |
| 4    | Günther Mader        | 820    | 2           | 3         |
| 5    | Hannes Trinkl        | 701    | 3           | 6         |
| 6    | Jan Einar Thorsen    | 657    | 2           | 3         |
| 7    | Lasse Kjus           | 651    | 1           | 3         |
| 8    | Tommy Moe            | 650    | 1           | 5         |
| 9    | Atle Skårdal         | 641    | 1           | 4         |
| 10   | Cary Mullen          | 535    | 1           | 3         |
| 11   | Christian Mayer      | 533    | 1           | 5         |
| 12   | Patrick Ortlieb      | 529    | 2           | 3         |
| 13   | Franck Piccard       | 516    | 1           | 1         |
| 14   | William Besse        | 515    | 2           | 3         |
| 15   | Jure Košir           | 484    | 1           | 5         |
| 16   | Bernhard Gstrein     | 472    | -           | -         |
| 17   | Thomas Stangassinger | 452    | 2           | 4         |
| 18   | Daniel Mahrer        | 443    | -           | 1         |
| 19   | Michael von Grünigen | 441    | -           | 1         |
| 20   | Fredrik Nyberg       | 434    | 2           | 3         |

| Rang | Nom                 | Points | Victoire(s) | Podium(s) |
| ---- | ------------------- | ------ | ----------- | --------- |
| 1    | Vreni Schneider     | 1656   | 7           | 15        |
| 2    | Pernilla Wiberg     | 1343   | 4           | 12        |
| 3    | Katja Seizinger     | 1195   | 5           | 9         |
| 4    | Anita Wachter       | 1057   | 3           | 8         |
| 5    | Martina Ertl        | 943    | 1           | 4         |
| 6    | Deborah Compagnoni  | 841    | 3           | 5         |
| 7    | Ulrike Maier        | 711    | 2           | 4         |
| 8    | Bibiana Perez       | 667    | -           | 4         |
| 9    | Marianne Kjørstad   | 570    | -           | 1         |
| 10   | Urška Hrovat        | 523    | 1           | 3         |
| 11   | Morena Gallizio     | 505    | -           | 1         |
| 12   | Katja Koren         | 447    | 1           | 3         |
| 13   | Alenka Dovžan       | 444    | 1           | 1         |
| 14   | Kate Pace           | 398    | 1           | 3         |
| 15   | Renate Götschl      | 378    | 1           | 2         |
| 15   | Špela Pretnar       | 378    | -           | -         |
| 17   | Heidi Zeller-Bähler | 357    | -           | -         |
| 18   | Hilde Gerg          | 344    | 1           | 2         |
| 19   | Isolde Kostner      | 340    | 1           | 3         |
| 20   | Carole Merle        | 303    | -           | 1         |

## Classements de chaque discipline
Les noms en gras remportent les titres des disciplines.

### Descente
| Rang | Nom                 | Points | Victoire(s) | Podium(s) |
| ---- | ------------------- | ------ | ----------- | --------- |
| 1    | Marc Girardelli     | 556    | -           | 5         |
| 2    | Hannes Trinkl       | 536    | 2           | 5         |
| 3    | Patrick Ortlieb     | 488    | 2           | 3         |
| 4    | Cary Mullen         | 461    | 1           | 3         |
| 5    | William Besse       | 446    | 2           | 3         |
| 6    | Atle Skårdal        | 399    | 1           | 3         |
| 7    | Ed Podivinsky       | 313    | 1           | 1         |
| 8    | Tommy Moe           | 308    | -           | 3         |
| 9    | Daniel Mahrer       | 302    | -           | 1         |
| 10   | Kjetil André Aamodt | 296    | 1           | 1         |

| Rang | Nom                 | Points | Victoire(s) | Podium(s) |
| ---- | ------------------- | ------ | ----------- | --------- |
| 1    | Katja Seizinger     | 482    | 3           | 4         |
| 2    | Kate Pace           | 398    | 1           | 3         |
| 3    | Mélanie Suchet      | 258    | -           | 2         |
| 4    | Isolde Kostner      | 230    | 1           | 2         |
| 5    | Hilary Lindh        | 214    | 1           | 1         |
| 6    | Veronika Stallmaier | 183    | -           | 1         |
| 7    | Varvara Zelenskaïa  | 178    | -           | -         |
| 8    | Picabo Street       | 175    | -           | -         |
| 9    | Michelle Ruthven    | 168    | -           | 2         |
| 10   | Anja Haas           | 153    | 1           | 1         |

### Super G
| Rang | Nom                 | Points | Victoire(s) | Podium(s) |
| ---- | ------------------- | ------ | ----------- | --------- |
| 1    | Jan Einar Thorsen   | 280    | 1           | 2         |
| 2    | Marc Girardelli     | 275    | 1           | 2         |
| 3    | Tommy Moe           | 242    | 1           | 2         |
| 4    | Kjetil André Aamodt | 207    | -           | 1         |
| 5    | Günther Mader       | 202    | 1           | 1         |
| 5    | Atle Skårdal        | 202    | -           | 1         |
| 7    | Lasse Kjus          | 194    | -           | 1         |
| 8    | Hannes Trinkl       | 165    | 1           | 1         |
| 9    | Hans Knauss         | 152    | -           | 1         |
| 10   | Daniel Mahrer       | 141    | -           | -         |
| 10   | Markus Wasmeier     | 141    | -           | -         |

| Rang | Nom              | Points | Victoire(s) | Podium(s) |
| ---- | ---------------- | ------ | ----------- | --------- |
| 1    | Katja Seizinger  | 416    | 2           | 4         |
| 2    | Bibiana Perez    | 266    | -           | 2         |
| 3    | Hilde Gerg       | 200    | 1           | 2         |
| 4    | Alenka Dovžan    | 198    | 1           | 1         |
| 5    | Pernilla Wiberg  | 189    | 1           | 1         |
| 6    | Katja Koren      | 180    | 1           | 1         |
| 7    | Ulrike Maier     | 160    | -           | 2         |
| 8    | Heidi Zurbriggen | 159    | -           | -         |
| 9    | Anita Wachter    | 157    | -           | 1         |
| 10   | Sylvia Eder      | 153    | -           | -         |

### Géant
| Rang | Nom                  | Points | Victoire(s) | Podium(s) |
| ---- | -------------------- | ------ | ----------- | --------- |
| 1    | Christian Mayer      | 496    | 1           | 5         |
| 2    | Kjetil André Aamodt  | 494    | 2           | 4         |
| 3    | Franck Piccard       | 414    | 1           | 1         |
| 4    | Fredrik Nyberg       | 384    | 2           | 3         |
| 5    | Steve Locher         | 356    | 1           | 2         |
| 6    | Michael von Grünigen | 351    | -           | 1         |
| 7    | Tobias Barnerssoi    | 308    | -           | 2         |
| 8    | Günther Mader        | 295    | 1           | 1         |
| 9    | Matteo Belfrond      | 293    | -           | 2         |
| 10   | Jan Einar Thorsen    | 291    | 1           | 1         |

| Rang | Nom                  | Points | Victoire(s) | Podium(s) |
| ---- | -------------------- | ------ | ----------- | --------- |
| 1    | Anita Wachter        | 635    | 3           | 6         |
| 2    | Vreni Schneider      | 516    | -           | 4         |
| 3    | Deborah Compagnoni   | 515    | 3           | 4         |
| 4    | Ulrike Maier         | 432    | 2           | 3         |
| 5    | Martina Ertl         | 360    | 1           | 2         |
| 6    | Katja Seizinger      | 258    | -           | 1         |
| 7    | Heidi Voelker        | 251    | -           | 1         |
| 8    | Carole Merle         | 243    | -           | 1         |
| 9    | Eva Twardokens       | 234    | -           | -         |
| 10   | Christina Meier-Höck | 219    | -           | -         |

### Slalom
| Rang | Nom                   | Points | Victoire(s) | Podium(s) |
| ---- | --------------------- | ------ | ----------- | --------- |
| 1    | Alberto Tomba         | 540    | 4           | 6         |
| 2    | Thomas Stangassinger  | 452    | 2           | 4         |
| 3    | Jure Košir            | 421    | 1           | 5         |
| 4    | Finn Christian Jagge  | 389    | 1           | 3         |
| 5    | Thomas Fogdö          | 352    | -           | 3         |
| 6    | Bernhard Gstrein      | 268    | -           | -         |
| 6    | Thomas Sykora         | 268    | -           | 2         |
| 8    | Peter Roth            | 248    | -           | -         |
| 9    | Kjetil André Aamodt   | 215    | -           | -         |
| 10   | Ole Kristian Furuseth | 211    | -           | 2         |

| Rang | Nom                    | Points | Victoire(s) | Podium(s) |
| ---- | ---------------------- | ------ | ----------- | --------- |
| 1    | Vreni Schneider        | 860    | 7           | 9         |
| 2    | Pernilla Wiberg        | 620    | 2           | 6         |
| 3    | Urška Hrovat           | 386    | 1           | 3         |
| 4    | Martina Ertl           | 312    | -           | 2         |
| 5    | Morena Gallizio        | 286    | -           | 1         |
| 6    | Marianne Kjørstad      | 279    | -           | 1         |
| 7    | Christine von Grünigen | 245    | -           | 1         |
| 8    | Patricia Chauvet       | 234    | -           | 1         |
| 9    | Anita Wachter          | 215    | -           | 1         |
| 10   | Kristina Andersson     | 208    | -           | 1         |

### Combiné
| Rang | Nom                  | Points | Victoire(s) | Podium(s) |
| ---- | -------------------- | ------ | ----------- | --------- |
| 1    | Kjetil André Aamodt  | 180    | 1           | 2         |
| 1    | Lasse Kjus           | 180    | 1           | 2         |
| 3    | Harald Strand Nilsen | 105    | -           | 1         |
| 4    | Tommy Moe            | 100    | -           | -         |
| 5    | Günther Mader        | 82     | -           | 1         |
| 6    | Michel Sulliger      | 72     | -           | -         |
| 7    | Kristian Ghedina     | 52     | -           | -         |
| 8    | Ed Podivinsky        | 45     | -           | -         |
| 9    | Atle Skårdal         | 40     | -           | -         |
| 10   | Steve Locher         | 36     | -           | -         |
| 10   | Janne Leskinen       | 36     | -           | -         |

| Rang | Nom             | Points | Victoire(s) | Podium(s) |
| ---- | --------------- | ------ | ----------- | --------- |
| 1    | Pernilla Wiberg | 180    | 1           | 2         |
| 2    | Bibiana Perez   | 120    | -           | 2         |
| 3    | Renate Götschl  | 100    | 1           | 1         |
| 4    | Morena Gallizio | 85     | -           | -         |
| 5    | Vreni Schneider | 80     | -           | 1         |
| 6    | Erika Hansson   | 51     | -           | -         |
| 7    | Anita Wachter   | 50     | -           | -         |
| 7    | Martina Ertl    | 50     | -           | -         |
| 9    | Špela Pretnar   | 48     | -           | -         |
| 10   | Leïla Piccard   | 46     | -           | -         |

## Calendrier et résultats

### Messieurs
| Date                                                   | Lieu                      | Épreuve     | Vainqueur            | Second                            | Troisième                 |
| ------------------------------------------------------ | ------------------------- | ----------- | -------------------- | --------------------------------- | ------------------------- |
| 30 octobre 1993                                        | Sölden                    | Géant       | Franck Piccard       | Fredrik Nyberg                    | Kjetil André Aamodt       |
| 27 novembre 1993                                       | Park City                 | Géant       | Günther Mader        | Alberto Tomba                     | Kjetil André Aamodt       |
| 28 novembre 1993                                       | Park City                 | Slalom      | Thomas Stangassinger | Jure Košir                        | Finn Christian Jagge      |
| 5 décembre 1993                                        | Stoneham                  | Slalom      | Alberto Tomba        | Thomas Stangassinger              | Jure Košir                |
| 12 décembre 1993                                       | Val d'Isère               | Super G     | Günther Mader        | Kjetil André Aamodt               | Tommy Moe                 |
| 13 décembre 1993                                       | Val d'Isère               | Géant       | Christian Mayer      | Tobias Barnerssoi                 | Michael von Grünigen      |
| 14 décembre 1993                                       | Sestrière                 | Slalom      | Alberto Tomba        | Thomas Stangassinger              | Ole Kristian Furuseth     |
| 17 décembre 1993                                       | Val Gardena               | Descente I  | Markus Foser         | Werner Franz                      | Marc Girardelli           |
| 18 décembre 1993                                       | Val Gardena               | Descente II | Patrick Ortlieb      | Daniel Mahrer                     | Jean-Luc Crétier          |
| 19 décembre 1993                                       | Alta Badia                | Géant       | Steve Locher         | Alberto Tomba                     | Christian Mayer           |
| 20 décembre 1993                                       | Madonna                   | Slalom      | Jure Košir           | Alberto Tomba                     | Finn Christian Jagge      |
| 22 décembre 1993                                       | Lech am Arlberg           | Super G     | Hannes Trinkl        | Werner Perathoner                 | Armin Assinger            |
| 29 décembre 1993                                       | Bormio                    | Descente    | Hannes Trinkl        | Marc Girardelli                   | Tommy Moe                 |
| 6 janvier 1994                                         | Saalbach                  | Descente    | Ed Podivinsky        | Cary Mullen                       | Atle Skårdal              |
| 8 janvier 1994                                         | Kranjska Gora             | Géant       | Fredrik Nyberg       | Matteo Belfrond                   | Tobias Barnerssoi         |
| 9 janvier 1994                                         | Kranjska Gora             | Slalom      | Finn Christian Jagge | Ole Kristian Furuseth             | Thomas Fogdö              |
| 11 janvier 1994                                        | Hinterstoder              | Géant       | Kjetil André Aamodt  | Christian Mayer                   | Richard Kröll             |
| 15 janvier 1994                                        | Kitzbühel                 | Descente    | Patrick Ortlieb      | Marc Girardelli                   | William Besse             |
| 16 janvier 1994                                        | Kitzbühel                 | Slalom      | Thomas Stangassinger | Thomas Sykora                     | Alberto Tomba             |
| 16 janvier 1994                                        | Kitzbühel                 | Combiné     | Lasse Kjus           | Kjetil André Aamodt               | Günther Mader             |
| 18 janvier 1994                                        | Crans Montana             | Géant       | Jan Einar Thorsen    | Mitja Kunc                        | Rainer Salzgeber          |
| 22 janvier 1994                                        | Wengen                    | Descente    | William Besse        | Marc Girardelli Peter Runggaldier |                           |
| 23 janvier 1994                                        | Wengen                    | Super G     | Marc Girardelli      | Jan Einar Thorsen                 | Atle Skårdal              |
| 29 janvier 1994                                        | Chamonix Arlberg-Kandahar | Descente    | Kjetil André Aamodt  | Jean-Luc Crétier                  | Hannes Trinkl             |
| 30 janvier 1994                                        | Chamonix Arlberg-Kandahar | Slalom      | Alberto Tomba        | Thomas Fogdö                      | Thomas Sykora Jure Košir  |
| 30 janvier 1994                                        | Chamonix Arlberg-Kandahar | Combiné     | Kjetil André Aamodt  | Lasse Kjus                        | Harald Strand Nilsen      |
| 2 février 1994                                         | Garmisch                  | Slalom      | Alberto Tomba        | Thomas Fogdö                      | Jure Košir                |
| Jeux Olympiques à Lillehammer du 13 au 27 février 1994 |                           |             |                      |                                   |                           |
| 4 mars 1994                                            | Aspen                     | Descente I  | Hannes Trinkl        | Cary Mullen                       | Marc Girardelli           |
| 5 mars 1994                                            | Aspen                     | Descente II | Cary Mullen          | Atle Skårdal                      | Pietro Vitalini           |
| 6 mars 1994                                            | Aspen                     | Géant       | Fredrik Nyberg       | Christian Mayer                   | Matteo Belfrond           |
| 12 mars 1994                                           | Whistler                  | Descente    | Atle Skårdal         | Hannes Trinkl                     | Tommy Moe                 |
| 13 mars 1994                                           | Whistler                  | Super G     | Tommy Moe            | Marc Girardelli                   | Werner Perathoner         |
| 16 mars 1994                                           | Vail                      | Descente    | William Besse        | Hannes Trinkl                     | Patrick Ortlieb Tommy Moe |
| 17 mars 1994                                           | Vail                      | Super G     | Jan Einar Thorsen    | Lasse Kjus                        | Hans Knauss               |
| 19 mars 1994                                           | Vail                      | Géant       | Kjetil André Aamodt  | Christian Mayer                   | Steve Locher              |

### Dames
| Date                                                   | Lieu              | Épreuve    | Vainqueur                     | Seconde                  | Troisième              |
| ------------------------------------------------------ | ----------------- | ---------- | ----------------------------- | ------------------------ | ---------------------- |
| 31 octobre 1993                                        | Sölden            | Géant      | Anita Wachter                 | Sophie Lefranc-Duvillard | Carole Merle           |
| 26 novembre 1993                                       | Santa Caterina    | Géant I    | Anita Wachter                 | Vreni Schneider          | Ulrike Maier           |
| 27 novembre 1993                                       | Santa Caterina    | Géant II   | Ulrike Maier                  | Anita Wachter            | Pernilla Wiberg        |
| 28 novembre 1993                                       | Santa Caterina    | Slalom     | Vreni Schneider               | Anita Wachter            | Urška Hrovat           |
| 4 décembre 1993                                        | Tignes            | Descente   | Kate Pace                     | Katja Seizinger          | Regina Häusl           |
| 5 décembre 1993                                        | Tignes            | Géant      | Deborah Compagnoni            | Anita Wachter            | Pernilla Wiberg        |
| 11 décembre 1993                                       | Veysonnaz         | Géant      | Deborah Compagnoni            | Martina Ertl             | Vreni Schneider        |
| 12 décembre 1993                                       | Veysonnaz         | Slalom     | Pernilla Wiberg               | Morena Gallizio          | Christine von Grünigen |
| 18 décembre 1993                                       | Sankt Anton       | Descente   | Anja Haas                     | Renate Götschl           | Emi Kawabata           |
| 19 décembre 1993                                       | Sankt Anton       | Slalom     | Vreni Schneider               | Pernilla Wiberg          | Kristina Andersson     |
| 19 décembre 1993                                       | Sankt Anton       | Combiné    | Renate Götschl                | Pernilla Wiberg          | Bibiana Perez          |
| 22 décembre 1993                                       | Flachau           | Super G    | Katja Koren                   | Bibiana Perez            | Katja Seizinger        |
| 5 janvier 1994                                         | Morzine           | Géant      | Deborah Compagnoni            | Anita Wachter            | Heidi Voelker          |
| 6 janvier 1994                                         | Morzine           | Slalom     | Pernilla Wiberg               | Vreni Schneider          | Patricia Chauvet       |
| 9 janvier 1994                                         | Altenmarkt        | Slalom     | Vreni Schneider               | Pernilla Wiberg          | Béatrice Filliol       |
| 14 janvier 1994                                        | Cortina d'Ampezzo | Descente   | Katja Seizinger               | Veronika Stallmaier      | Kate Pace              |
| 15 janvier 1994                                        | Cortina d'Ampezzo | Super G I  | Katja Seizinger               | Ulrike Maier             | Kerrin Lee-Gartner     |
| 16 janvier 1994                                        | Cortina d'Ampezzo | Géant      | Anita Wachter                 | Deborah Compagnoni       | Leïla Piccard          |
| 17 janvier 1994                                        | Cortina d'Ampezzo | Super G II | Alenka Dovžan Pernilla Wiberg |                          | Ulrike Maier           |
| 21 janvier 1994                                        | Maribor           | Géant      | Ulrike Maier                  | Vreni Schneider          | Katja Seizinger        |
| 22 janvier 1994                                        | Maribor           | Slalom I   | Urška Hrovat                  | Vreni Schneider          | Marianne Kjørstad      |
| 23 janvier 1994                                        | Maribor           | Slalom II  | Vreni Schneider               | Pernilla Wiberg          | Urška Hrovat           |
| 29 janvier 1994                                        | Garmisch          | Descente   | Isolde Kostner                | Mélanie Suchet           | Michelle Ruthven       |
| 2 février 1994                                         | Sierra Nevada     | Descente I | Hilary Lindh                  | Mélanie Suchet           | Isolde Kostner         |
| 5 février 1994                                         | Sierra Nevada     | Slalom     | Vreni Schneider               | Pernilla Wiberg          | Deborah Compagnoni     |
| 5 février 1994                                         | Sierra Nevada     | Combiné    | Pernilla Wiberg               | Vreni Schneider          | Bibiana Perez          |
| 6 février 1994                                         | Sierra Nevada     | Super G    | Hilde Gerg                    | Isolde Kostner           | Katharina Gutensohn    |
| Jeux Olympiques à Lillehammer du 13 au 27 février 1994 |                   |            |                               |                          |                        |
| 6 mars 1994                                            | Whistler          | Descente   | Katja Seizinger               | Pernilla Wiberg          | Michelle Ruthven       |
| 9 mars 1994                                            | Mammoth Mountain  | Super G    | Katja Seizinger               | Bibiana Perez            | Hilde Gerg             |
| 10 mars 1994                                           | Mammoth Mountain  | Slalom     | Vreni Schneider               | Katja Koren              | Martina Ertl           |
| 16 mars 1994                                           | Vail              | Descente   | Katja Seizinger               | Kate Pace                | Vreni Schneider        |
| 17 mars 1994                                           | Vail              | Super G    | Diann Roffe                   | Katja Seizinger          | Anita Wachter          |
| 19 mars 1994                                           | Vail              | Géant      | Martina Ertl                  | Vreni Schneider          | Anne Berge             |
| 20 mars 1994                                           | Vail              | Slalom     | Vreni Schneider               | Katja Koren              | Martina Ertl           |

## Coupe des nations
| Rang | Nom        | Points | Victoire(s) | Podium(s) |
| ---- | ---------- | ------ | ----------- | --------- |
| 1    | Autriche   | 8780   | 17          | 45        |
| 2    | Suisse     | 6273   | 10          | 23        |
| 3    | Italie     | 6038   | 8           | 27        |
| 4    | Norvège    | 5438   | 9           | 26        |
| 5    | Allemagne  | 5066   | 7           | 18        |
| 6    | France     | 3729   | 1           | 10        |
| 7    | États-Unis | 2767   | 2           | 7         |
| 8    | Slovénie   | 2720   | 4           | 13        |
| 9    | Suède      | 2641   | 6           | 19        |
| 10   | Canada     | 2340   | 3           | 10        |

| Rang | Nom        | Points | Victoire(s) | Podium(s) |
| ---- | ---------- | ------ | ----------- | --------- |
| 1    | Autriche   | 5251   | 10          | 28        |
| 2    | Norvège    | 4335   | 9           | 24        |
| 3    | Suisse     | 3101   | 3           | 7         |
| 4    | Italie     | 2924   | 4           | 14        |
| 5    | France     | 1633   | 1           | 3         |
| 6    | Canada     | 1444   | 2           | 4         |
| 7    | Allemagne  | 1267   | -           | 2         |
| 8    | États-Unis | 1089   | 1           | 5         |
| 9    | Luxembourg | 1007   | 1           | 7         |
| 10   | Suède      | 904    | 2           | 6         |

| Rang | Nom        | Points | Victoire(s) | Podium(s) |
| ---- | ---------- | ------ | ----------- | --------- |
| 1    | Allemagne  | 3799   | 7           | 16        |
| 2    | Autriche   | 3529   | 7           | 17        |
| 3    | Suisse     | 3172   | 7           | 16        |
| 4    | Italie     | 3114   | 4           | 13        |
| 5    | France     | 2096   | -           | 7         |
| 6    | Slovénie   | 1828   | 3           | 7         |
| 7    | Suède      | 1737   | 4           | 13        |
| 8    | États-Unis | 1678   | 1           | 2         |
| 9    | Norvège    | 1103   | -           | 2         |
| 10   | Canada     | 896    | 1           | 6         |

Classement final